# Stefan Pawlik (1921–1948)
Stefan Pawlik pseud. „Afrykańczyk” (ur. 21 grudnia 1921 w Pszowie, zm. 27 listopada 1948 w Krakowie w Klinice Chorób Wewnętrznych) – polski weteran II wojny światowej, żołnierz AK w stopniu podporucznika w zgrupowaniu „Żelbet II”.
Jako Ślązak został przymusowo wcielony do Wehrmachtu. Uczestniczył w kampanii afrykańskiej, walcząc w szeregach Afrika Korps, następnie zdezerterował w czasie pierwszego urlopu spędzanego w Europie. Niezwłocznie nawiązał kontakty z AK i wyróżniał się jako niezwykle odważny i aktywny żołnierz dywersji w oddziale dowodzonym przez por. „Bicza”; korzystając z doskonałej znajomości języka niemieckiego i regulaminu Wehrmachtu chętnie używał munduru wroga.
Za swoją bohaterską służbę został odznaczony orderem Virtuti Militari V klasy, oraz dwukrotnie Krzyżem Walecznych.
Po wojnie aresztowany i więziony w Katowicach. 28 sierpnia 1946 został skazany na 5 lat więzienia. Zwolniony na podstawie amnestii.
Zmarł prawdopodobnie na skutek wyczerpania organizmu spowodowanego przez przesłuchania i bicie przez funkcjonariuszy UB.